# Нагірняк Іван Семенович
Нагірняк Іван Семенович (*25 березня 1949, с. Ломачинці Сокирянського району Чернівецької області — †1 вересня 2014, м. Новодністровськ, похований в с. Ломачинці) — поет, прозаїк, драматург, публіцист, нарисовець, громадсько-політичний діяч.

## Біографія
Народився в селянській родині. Закінчив середню школу у рідному селі. Деякий час працював помічником майстра на тракторній бригаді рідного села. У 1967 році вступив у Київський політехнікум зв'язку. Під час служби в Радянській Армії друкував вірші у військовій газеті «Во славу Родине», один з них поклав на музику керівник військового ансамблю Ю. Ламброза.
У 1973 р. розпочав свій творчий журналістський шлях на сторінках газети «Дністрові зорі» (м. Сокиряни Чернівецької області) Закінчив Львівський ордена Леніна державний університет ім. Івана Франка, факультет журналістики (1974—1980). Працював заступником редактора Глибоцької районної газети «Будівник комунізму», відтак у редакції новодністровської багатотиражки «За высокие темпы», обласних газетах: «Молодий буковинець», «Буковинське віче», «Буковина».
З 1982 року проживав у місті Новодністровську. У 1984 р. обраний головою об'єднаного комітету профспілки Дністровської ГАЕС, а пізніше — делегатом республіканського і всесоюзного з'їздів працівників енергетики.

## Автор книг
1. «Новодністровськ засвічує вогні» (Чернівці, 1992).
2. «Мелодія давньої юності» (Чернівці, 1999).
3. «Прозріння» (поезії, новели, нариси та замальовки; Чернівці, 2001).
4. «Світло з людських долонь» (фотонарис; Чернівці, 2003).
5. «Долі врожаями колосяться. До 40-річчя заснування Сокирянського вищого професійного училища» (Чернівці: Букрек, 2003).
6. «Стежки крізь серце» (публіцистика; Чернівці, 2004).
7. «Жіноча доля» (п'єси; Чернівці, 2005).
8. «Відлуння незабутніх стріч» (новели та нариси; Чернівці, 2006).
9. «Сповідь» (вірші; Чернівці, 2006).
10. «Озирнися з Гострої Скали» (новели та оповідання; Чернівці, 2008).
11. «Окрилені долі» (нариси; Чернівці, 2008).
12. «Енергія» (фотонарис — колективний портрет членів Асоціації «Укргідроенерго»; Чернівці, 2010).
13. «Таїнство світлого празника. Вчора, коли ми були малі…» (оповідання; для школярів, їхніх батьків, дідусів і бабусь; Чернівці, 2012).
14. «Таїнства світлого празника» (2012).
15. «Перевесла» (2012).
16. Співавтор книги «Душі і серця зоря висока: штрихи до портрета письменника, голови Чернівецької обл. орг. НСПУ Василя Васкана» (авт. Ю. С. Гусар; Чернівці, 2011).

## Відзнаки
- Член Національної спілки журналістів України (1979).
- Національної спілки письменників України(2003).
- Почесний громадянин села Ломачинці (2000).
- Почесний громадянин міста Новодністровська (2000).
- Дипломант другого Всеукраїнського конкурсу радіоп'єс «Відродження забороненого жанру» (2008).
- Дипломант IX Всесоюзного конкурсу п'єс та пісенної лірики про кохання «Коронація слова — 2009».
- Лауреат Всеукраїнської літературної премії ім. Михайла Чабанівського (2007).
- Лауреат літературно-мистецької премії ім. Сидора Воробкевича (2007).
- Лауреат Літературної премії ім. Дмитра Загула (2012).
- Лауреат премії Фонду пам'яті журналіста Григорія Шабашкевича.